# フランス文学者
フランス文学者（フランスぶんがくしゃ）は、フランス文学を専攻する研究者である。仏文学者（ふつぶんがくしゃ）とも言う。